# Przeworsk (gemeente)
De gemeente Przeworsk is een landgemeente in powiat Przeworski, woiwodschap Subkarpaten.

## Plaatsen
- Chałupki
- Gorliczyna
- Grzęska
- Gwizdaj
- Mirocin
- Nowosielce
- Rozbórz
- Studzian
- Świętoniowa
- Ujezna
- Urzejowice
- Wojciechówka

## Aangrenzende gemeenten
Tryńcza, Zarzecze, Kańczuga, Gać, miasto Przeworsk, Białobrzegi (powiat łańcucki), Jarosław en Pawłosiów